# Limosina secundaria
Limosina secundaria är en tvåvingeart som beskrevs av Oswald Duda 1918. Limosina secundaria ingår i släktet Limosina och familjen hoppflugor. Inga underarter finns listade i Catalogue of Life.